# Rébellion du Sagebrush

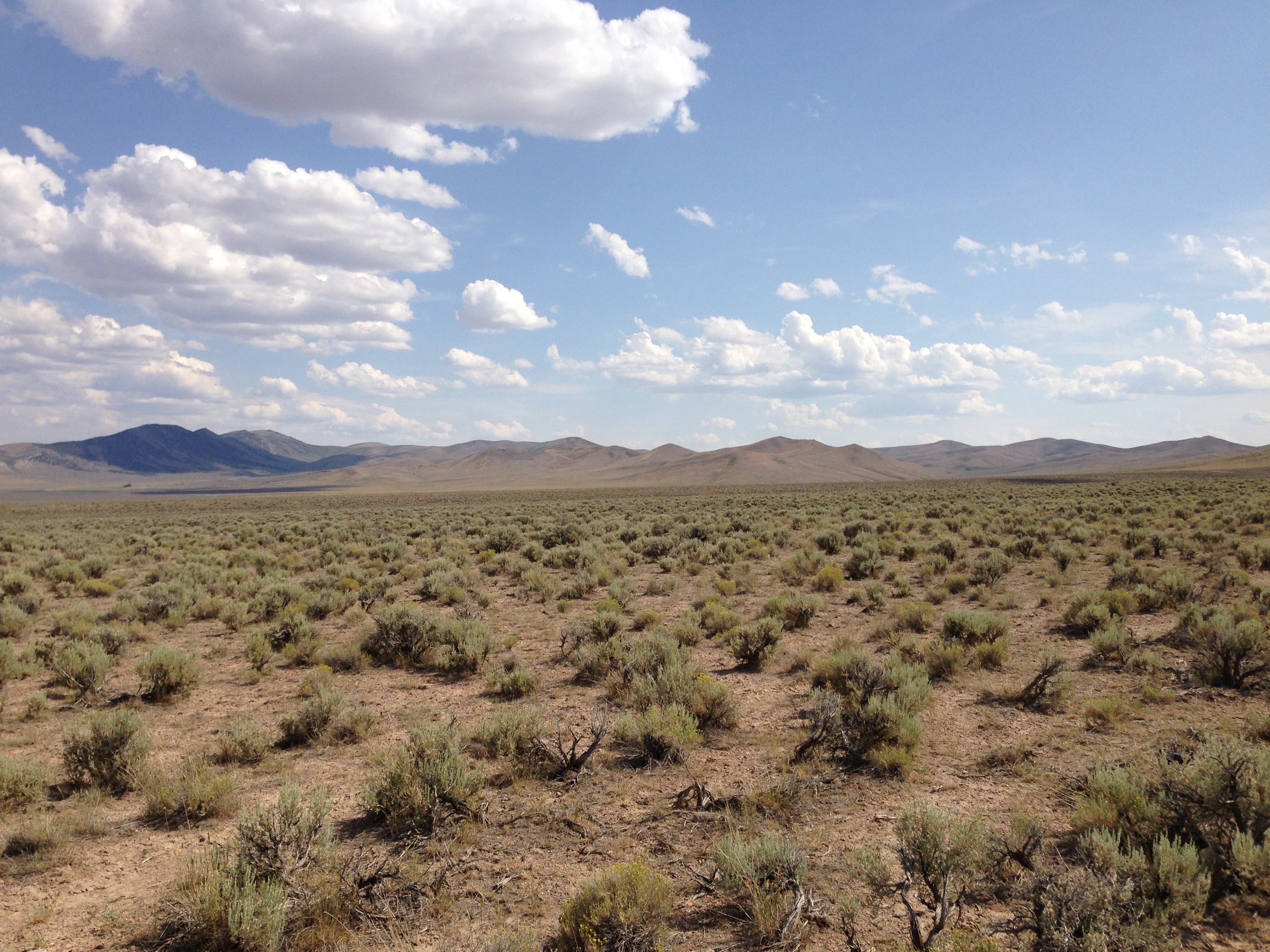
Steppe le long de la route 93 dans le centre du comté d'Elko, Nevada.

La rébellion du Sagebrush (Sagebrush Rebellion) est un mouvement de contestation ayant eu lieu durant les années 1970 et 1980 aux États-Unis et visant à revendiquer la privatisation de terres fédérales.